# Bogusław Korwin Gosiewski
Bogusław Korwin Gosiewski herbu Ślepowron (ur. w 1669 w Łoździejach, zm. 23 lub 24 czerwca 1744 w Wilnie) – biskup smoleński od 29 stycznia 1725, duchowny pisarz wielki litewski w 1720 roku, kantor i kustosz katedralny wileński, proboszcz oniksztyński.

## Życiorys
Był synem Macieja Korwin Gosiewskiego herbu Ślepowron, generała artylerii Wielkiego Księstwa Litewskiego, starosty łoździejskiego i Małgorzaty z domu Szwab, córki Kaspra Aleksandra Szwaba herbu Jastrzębiec i jego drugiej żony Elżbiety z domu Pietkiel. Wcześniejsze źródła podawały, że był synem hetmana polnego litewskiego Wincentego Korwin Gosiewskiego i Magdaleny z domu Konopackiej, ale nowsze badania wykazały, że jest to błędna informacja.  
W 1687 roku przebywał w seminarium księży misjonarzy w Warszawie. W czasie wojny domowej na Litwie w 1700 poparł przeciwników Sapiehów. W 1722 został biskupem pomocniczym białoruskim i biskupem tytularnym akanteńskim. W 1723 kapituła wybrała go rządcą diecezji wileńskiej, a w 1725 został biskupem smoleńskim. W 1729, jako jeden z przywódców opozycji litewskiej przeciwko Augustowi II Mocnemu, ułożył się z ambasadorem francuskim Antoine'em-Felixem de Montim w sprawie popierania do tronu Stanisława Leszczyńskiego. W myśl porozumienia Francja płaciła  60 tys. liwrów za zerwanie każdego następnego sejmu za życia Augusta II. Równocześnie wraz z litewskimi przeciwnikami Wettyna zabiegał o pomoc rosyjską przeciwko absolutystycznym dążeniom Augusta II. Członek konfederacji generalnej Wielkiego Księstwa Litewskiego w 1734 roku.
Gosiewski, rozgoryczony brakiem nominacji na biskupstwo wileńskie, był bohaterem skandalu obyczajowego, gdy w 1730 na bankiecie, na którym obecna była cała kapituła, rzucił w nowego biskupa wileńskiego, Michała Zienkowicza, kieliszkiem i butelką. W 1730 Monti za pośrednictwem Gosiewskiego zerwał sejm w Grodnie. W 1732 w ten sam sposób Gosiewski zerwał sejm w Warszawie, opłacony z kasy ambasady francuskiej sumą 60 tys. liwrów. Za ten sam czyn poseł rosyjski Friedrich Casimir von Loewenwolde wypłacił jemu i Antoniemu Kazimierzowi Sapieże 1000 czerwonych złotych. Sam Gosiewski dostał ponadto 4 pary soboli i 100 czerwieńców.
Był członkiem konfederacji generalnej zawiązanej 27 kwietnia 1733 roku na sejmie konwokacyjnym. Był elektorem Stanisława Leszczyńskiego w 1733 roku.